# Нормальные координаты
Нормальные координаты — локальная система координат в окрестности точки риманова многообразия (или, более общно, многообразия с аффинной связностью) полученная из координат на касательном пространстве в данной точке применением экспоненциального отображения.
В базовой точке нормальной системы координат символы Кристоффеля обнуляются;
это часто упрощает вычисления.

## Построение
Пусть {\displaystyle M} есть гладкое многообразие с аффинной связностью и {\displaystyle \exp _{p}\colon T_{p}\to M} есть соответствующее экспоненциальное отображение.
Тогда нормальные координаты точки {\displaystyle x=\exp _{p}v} считаются равными координатам вектора  {\displaystyle v} в касательном пространстве {\displaystyle T_{p}}.
Выбор последних координат произволен, в частности для риманова многообразия можно предположить, что координаты прямоугольные.

## Замечания
- Нормальные координаты определены в пределах радиуса инъективности базовой точки {\displaystyle p}.

## Свойства
- Символы Кристоффеля обнуляются вбазовой точек нормальных координат.

- Лемма Гаусса утверждает, что малые координатные сферы с центром в начале координат являются метрическими сферами и они остаются перпендикулярными геодезическим исходящим из базовой точки.

- Компоненты тензора кривизны однозначно определяет многочлен Тейлора степени два метрического тензора, записанного в нормальных координатах. А именно:

{\displaystyle g_{ij}(x)=\delta _{ij}-{\tfrac {1}{3}}\cdot R_{iklj}\cdot x^{k}\cdot x^{l}+o(|x|^{2}).}

## Вариации и обобщения
- Нормальные координаты естественно обобщаются на финслеровые многообразия. Поскольку экспоненциальное отображение на финслеровых многообразия не является дважды дифференцируемым в нуле,[1] нормальные координаты финслерова многообразия также не гладки в нуле.